# Rodolfo Lesica
Rodolfo Alberto Aiello (12 de noviembre de 1928 - 19 de julio de 1984), mejor conocido como Rodolfo Lesica o Rodolfo Alberti, fue un cantante, intérprete y compositor argentino.

## Biografía
En el barrio de Parque Chacabuco (Buenos Aires) era primavera cuando ocurrió el nacimiento de Rodolfo Alberto Aiello el 12 de noviembre de 1928. En la casa de la calle Zuviría 521 llegaba el segundo hijo varón del matrimonio integrado por Don Carmelo Aiello, bandoneonista y compositor, y Doña Catalina Puzzello, que ya tenían a Oscar Osvaldo de cuatro años de edad. La familia se completaría cinco años después con el nacimiento de su hermana María Antonia.

### Niño rebelde
Pronto la familia se mudó al 432 de la misma calle, y más tarde a la casa de la calle Estrada al 500. Apodado "el Rolo", Rodolfo Lesica fue a la escuela primaria en la calle Salas 565, adonde según sus propias afirmaciones se hacía la "rabona" y, por hacerse notar o por su mal comportamiento, era sancionado con suspensiones. En su infancia fue un rebelde que causaba preocupaciones a sus maestros y a sus padres.

### La orquesta de su padre
Su padre, músico y compositor de fuste, tenía una orquesta que dirigía desde su bandoneón, y su hermano Oscar la integraba como pianista. Don Carmelo escribió la polca "El viejito del acordeón", la milonga "Florcita porteña" (grabada por Argentino Ledesma) y el tango "Criollo de ley" (grabado por Juan D'Arienzo), entre otros temas, algunos con letra de su hermano.
En aquel entonces, cuando "Rolo" era joven. Su hermano era su polo opuesto: aplicado, obediente, disciplinado. Se había ganado el lugar en la orquesta luego de cumplir las etapas que debe recorrer un niño y adolescente, acatando las indicaciones de sus padres, maestros y mayores. Rodolfo Lesica se sentía apartado, ya que seguramente muchas veces le señalaban las diferencias con su hermano Oscar. Pero también lo acuciaba la situación de estrechez que se sufría en su casa. Es así que amigos del café que frecuentaba Rodolfo en la calle Cachimayo y Asamblea, parada de una línea de colectivos y lugar concurrido por choferes de taxis, le ofrecieron cubrir los turnos libres como peón de taxi, a pesar de no tener registro de conductor.
Otro trabajo que realizó fue en la terminal del recorrido de una línea de colectivos donde limpiaba los vidrios y barría los coches antes de que volvieran a salir, y eso le reportaba veinte centavos por ómnibus. Alcanzaba a reunir alrededor de dos pesos, que era bastante dinero para sus bolsillos vacíos de cada día. Ya entonces, con la entonación interpretativa de tangos y valsecitos, se había ganado la simpatía de los choferes.

### Primeras experiencias en la orquesta de su padre
También de noche animaba alguna reunión con su promisoria voz. Enterado de estas incursiones, su padre se presentó en una oportunidad en el lugar, con la intención de encontrarlo in fraganti, para reprenderlo una vez más. Al oírlo cantar, se impresionó y desde ese momento fue uno de los cantores –el segundo vocalista– del conjunto de su padre, en el que debutó durante los carnavales de 1940, cuando apenas tenía doce años.
El "Hurlingham Club" contempló su debut junto al otro intérprete, que era Guillermo Rico. Este se incorporaría a la orquesta de Francisco Canaro con el nombre de Guillermo Coral, y brillaría en el estrellato de la radio y del cine; primero en la Cruzada del Buen Humor, y más tarde en ese quinteto inolvidable: Zelmar Gueñol, Jorge Luz, Rafael Carret, Guillermo Rico y Juan Carlos Cambón, "Los Cinco Grandes del Buen Humor".

### Chofer
La relación con los choferes de la terminal de ómnibus continuó, y llegó el momento en que le enseñaron a manejar esos colectivos. 
El conjunto de su padre fue contratado por Radio Mitre, y con el seudónimo de Rodolfo Alberti comenzó a cantar tangos, con letras fuertes, como "Margot". Pronto el trabajo declinó, Don Carmelo tuvo que disolver la orquesta y el joven "Tempestad" (como lo llamaba su abuelo, aludiendo a su carácter turbulento), comenzó a los quince años a manejar taxis.

### Taxista
Permaneció cinco años como taxista. Cuando llegó el momento del servicio militar, un general lo eligió como chofer. El mismo Rodolfo Lesica agregó en un reportaje: "pero esa función no me evitó una serie de visitas al calabozo", y confiesa que violaba todas las normas de la disciplina, y que "muchas veces me salvé de los arrestos cantando, porque los superiores solían sacarme del encierro para que animara con mis tangos alguna de sus reuniones".[cita requerida]
Terminado el servicio militar volvió a manejar taxis por las calles porteñas, donde con el acompañamiento del motor del auto desgranaba a media voz todo su repertorio, para beneplácito de sus pasajeros. La situación económica personal mejoraba, y la realidad porteña estaba reclamando tangos y más tangos.

## Trayectoria como cantor

### El debut
Héctor Varela, que había dejado la orquesta del Rey del Compás (en la que comandaba la línea de bandoneones), estaba formando su orquesta. El futuro director ascendendió al taxi de Lesica a la salida del Maipú Pigall, y el Rolo lo reconoció. Allí mismo le cantó un tango y Varela, impresionado, lo citó para contratarlo. Cuando su abuelo, de origen calabrés, escuchó el relato de este encuentro, tal como el Rolo lo contaba en su casa, repitió la clásica frase: "se non è vero e ben trovato".[cita requerida] Lo cierto es que el Rolo pronto estaba cantando junto a Armando Laborde con el futuro "As del Tango".
El debut oficial estaba próximo, y Rodolfo no tenía nombre artístico. Varela le sugirió que buscara un parque o una plaza de la ciudad para conformar el seudónimo. Casi decidido, le dijo a Varela que se llamaría Rodolfo Chacabuco, en homenaje al parque del mismo nombre. La carcajada de Héctor Varela, y su comentario, lo hicieron desestimar ese apellido: "¿querés triunfar como achacado o enfermo?".[cita requerida]. Recorriendo nombres de plazas y parques se decidieron por Plaza Lezica, actualmente Parque Rivadavia,  apellido que conformó a todos, pero cambiando la "z" por la "s".
El bautismo definitivo del cantor quedó formalizado, y su debut se produjo en el "Chantecler" (Paraná al 400)  el 6 de junio de 1950. Con los mejores auspicios, dada la profesionalidad del maestro director y la calidad de músicos de la talla del pianista César Zagnoli, los fueyes de Antonio Marchese y Alberto San Miguel y los violines de Hugo Baralis y Mario Abramovich, la presentación de Rodolfo Lesica junto al experimentado cantor Armando Laborde tenía todo a su favor. Tiempo después grabó su primer disco haciendo dúo con el mismo Armando Laborde con la milonga “Un Bailongo”. Más tarde y con mayor impulso lograría su primera grabación y gran éxito como solista el tango “Paciencia”. En 1952 registra un trabajo donde demuestra toda su faz interpretativa en el tango de Antonio Fiasche y San Miguel “Noches de cabaret”.  Se hace cada vez más y más famoso, su coloratura de voz y su afinada interpretación van desarrollando una trayectoria ascendente. Sus actuaciones eran presenciadas por grandes grupos de admiradoras, que además del canto eran atraídas por su gran pinta de varón porteño.

### Héctor Varela, el "Boom"
El estilo de la orquesta era singular; no se parecía al de otras, y se destacaba por los eficaces arreglos del propio Varela, por los buenos intérpretes y por la presentación, que estaba a cargo de Jorge "Cacho" Fontana. La respuesta del público superó las expectativas más optimistas: La orquesta se convirtió en el "boom" del tango, y sus cantores lograron un suceso extraordinario con la mayoría de sus creaciones.
Pasaron por el "Chantecler", se presentaron en los horarios centrales de Radio Belgrano, y empezaron a grabar en el sello "Pampa", que pertenecía al grupo EMI-Odeón. Sus primeros temas fueron la milonga "Un bailongo", a dúo por Laborde-Lesica; "El bulín de la calle Ayacucho" y "Paciencia" cantadas por el mismo Lesica y, nuevamente con Armando Laborde, el tango "La carreta". Aquel estilo fuerte, su avasalladora personalidad, sumado a ese único registro de voz y afinada interpretación le permitieron desarrollar una trayectoria ascendente. Héctor Varela le había tomado una admiración y un cariño paternal.
En 1952 Lesica renunció a la orquesta y viajó a Río de Janeiro con una cantante, en calidad de mánager. De regreso, arrepentido y frustrado, se había quedado sin trabajo. Amigos comunes intercedieron: Lesica prometió comportarse debidamente y pudo reincorporarse a la orquesta de Varela. En esa época Armando Laborde se había desvinculado de la orquesta y se había incorporado en su lugar Jorge Garré, que tuvo una fugaz intervención con Varela.

### La idea de Varela: el dúo
Poco después se agregó a la orquesta Argentino Ledesma, conformando con Lesica una pareja excepcional, tal vez irrepetible entre las orquestas de tango. Están, para certificarlo, los valses "Rosa mía" y "Gota de lluvia"; los tangos "Trovador Mazorquero", "Fueron tres años", "Historia de un amor", "Decime que pasó", "No me hablen de ella", y otros éxitos.
El 20 de abril de 1954 Lesica grabó "Canzoneta", de Erma Suárez (esposa de Varela) y Enrique Lary, que llegó a ser uno de los discos más vendidos[cita requerida] y a ser incluido en el repertorio de otras orquestas y solistas. Los éxitos de la orquesta y sus vocalistas ganaban en el "Glostora Tango Club", por Radio El Mundo a las 20:00 hs, y en la noche porteña pasaron del "Chantecler" al "Marabú" y a "Mi Club". Animaron los bailes de fin de semana en los principales escenarios capitalinos y del interior, así como también los carnavales de Boca Juniors, de River Plate, Independiente y Huracán, además de los bailables de Radio Belgrano.
Varela era muy amigo del músico Alfredo Malerba, marido de la gran cantante Libertad Lamarque. Durante un encuentro en 1956 entre Varela y Malerba, este le comentó que habían traído de México un hermoso bolero a dúo con Pedro Vargas que Doña Libertad quería grabar en tiempo de tango, Varela le sugirió a Lesica que tratara de conseguirlo. "El maestro Varela había escuchado "Historia de un amor" en un disco realizado en México por Libertad Lamarque. Era el año 1956. Libertad se encontraba en esos momentos en Buenos Aires, y Varela me sugirió que la fuera a ver y le pidiera la pieza, de la que no había ningún ejemplar aquí".[cita requerida] Rodolfo, se presentó ante Libertad y se lo pidió, prometiendo que lo grabaría después que ella. "Hecha la promesa de esperar, le llevé la partitura a Varela. ¡Qué íbamos a esperar! Con la pieza en la mano hicimos los ensayos a toda velocidad, y registramos el disco."[cita requerida] Así logrando un éxito con "Historia de un amor". Al poco tiempo Lesica se encontró con Lamarque en una recepción del Plaza Hotel y si bien trató de escaparse para no enfrentarla, no pudo. "Yo traté de escabullirme, pero se me cruzó en el camino, y cuando creí que iba a decirme lo que realmente me merecía, me expresó con mucha cordialidad: 'Te perdono la pillería, porque has hecho de la pieza una verdadera creación´".[cita requerida]
Tras estos sucesos se suma la incorporación de Ernesto Herrera y completan las voces de la orquesta. Por más simpatía y repercusión que tuviera la orquesta, eran muchas las travesuras que había hecho el Rolo, y su relación con el maestro director empeoraba día a día. Una vez, cuando trabajaban en el Chantecler, Lesica dio parte de enfermo cuando en realidad estaba en una milonga en el "Pigall". Cuando un amigo le preguntó por Varela, el Rolo le contestó en voz alta: "Lo tengo trabajando el Chantecler".[cita requerida] Lo que no imaginó es que Varela también estaba en el local, y al escucharlo se lo quería comer crudo. Se disculpó, y una vez más el maestro le aceptó las disculpas. "La verdad es que yo me mandé mi macana, y siempre estaba temiendo el momento en que me mandara el telegrama de despido. Y les aseguro que si lo hubiera hecho, yo le hubiera dado la razón", comentaría Lesica.[cita requerida]
Lesica, en tanto, ya estaba en conversaciones con Miguel Caló para incorporarse a su orquesta. Fue entonces cuando, inopinadamente, Argentino Ledesma decidió desvincularse de Varela para continuar su carrera como solista, con un conjunto dirigido desde el piano por Jorge Dragone. Varela calmó sus broncas, ya que tenía contratos firmados, y le pidió a Lesica que permaneciera un tiempo más en la orquesta, haciendo buena letra. Es el momento en que llegó a la agrupación el rosarino Raúl Lavié, quien se adaptó rápidamente a la orquesta y a las travesuras de Lesica.
Todo parecía en armonía, y Varela gozaba de tiempos sin zozobra. Sin embargo, llegó una huelga de músicos, a la que el Rolo se plegó, y recibió como casi toda la orquesta el telegrama de despido. Ante el desbande de los integrantes, decidió con Lavié formar la orquesta "Los ases del tango", con la dirección de Antonio Marchese y Alberto San Miguel, aunque en el ambiente tanguero se la llamó "Lesica-Lavié". Lograron realizar diversas actuaciones, y fueron contratados por el sello RCA Víctor. Finalmente a fines del 1957 llegó el nuevo éxito, el tango “Si te llegara a perder”.
Una noche Lesica fue detenido, acusado del secuestro de una menor. El escándalo (aunque se pudo demostrar que no había sido protagonizado por Lesica, quien estaba actuando en Radio Belgrano al momento de producirse tal secuestro) produjo malestar en el conjunto y, sanguíneo como siempre, Lesica, presentó su renuncia.

### Solista y vuelta
En 1958 realizó presentaciones en Radio Libertad y al año siguiente volvió con Héctor Varela, coincidiendo con Alberto Laborde. Actúa exitosamente y grabó con brillante suceso el tango "Pasional", de Jorge Caldara y Mario Soto. El 12 de julio de 1960, nació su primera hija, Claudia Aiello. Lesica siguió con Varela hasta 1961, cuando se desvinculó definitivamente de la orquesta.
Posteriormente trabajó con las orquestas de Joaquín Do Reyes, Alberto Nery  y Alberto Di Paulo. Inició una nueva etapa como solista a fines de 1960, luego de un breve paso con Joaquín Do Reyes. Más tarde fue contratado por EMI-Odeon, grabando con la orquesta de Mario Demarco los tangos "Rondando tu esquina" y "Quiero verte una vez más", y con Carlos García "Corrientes y Esmeralda". Su presencia ante el gran público las realizaba a través de los programas de televisión Grandes valores del tango, Sábados circulares, Sábados continuados y los shows, con el acompañamiento de la orquesta de Alberto Nery. Las últimas grabaciones las realizó en el sello "Embassy" entre 1979 y 1980, con arreglos y dirección de Alberto Di Paulo.

### Grabaciones
Reacio como era para los horarios, no aguantaba las horas de grabación en los estudios. Sus grabaciones las realizaba en tiempo récord. Y le decía a Varela, a Di Paulos, a los técnicos o a quien quisiera oírlo: "Cuando yo salgo a cantar delante de la gente, no me puedo equivocar ¿Por qué voy a hacerlo cuando grabo?"[cita requerida]
Entre 1950 y 1954, junto a Héctor Varela y para el sello PAMPA, deja en la placa trece grabaciones, entre ellas tres a dúo con Armando Laborde y una con Argentino Ledesma. Desde 1954 a 1960 Héctor Varela fue contratado por el Sello CBS Columbia. Lesica participó en diecinueve grabaciones, cinco con Argentino Ledesma y una con Armando Laborde. En 1957, con los Ases del Tango, dejó una sola grabación para el sello RCA Víctor.
Entre los años 1979 y 1980 con Alberto Di Paulo, para el sello "Embassy" de Magenta, grabó dos long play con veinticuatro temas. También grabó entonces con Joaquín Do Reyes y con Jorge Caldara. Redondeó entonces unos ochenta títulos, que constituyen una selección muy cuidada y muestran su calidad interpretativa, así también dícese que el mismo Lesica produjo varios títulos que jamás llegaron a ser oídos por el público y que en la actualidad se encuentran o bien ocultos o bien perdidos.

## Fallecimiento
Rodolfo Lesica se había casado nuevamente en 1958. A los 56 años vivía con su esposa Elsa en su casa de Billinghurst y Corrientes, en el barrio de Almagro, cuando se produjo su fallecimiento el 19 de julio de 1984.

"Un loco de buen corazón. El me ayudó mucho en un momento difícil". Fue durante una depresión aguda que padeció Laborde por la muerte de sus familiares, que lo obligó a dejar la actividad. Un día tocan el timbre en la casa de Armando Laborde: "Era “ El Rolo”. Entró a los gritos a darme órdenes. Que me bañara, que me afeitara, que me vistiera. Había arreglado que esa misma noche me tenía que presentar en Grandes Valores del Tango, y pese a estar tan decaído consiguió llevarme, y canté. Así, de a poco, fui saliendo. Gracias a Rolo".
Armando Laborde, sobre Rodolfo Lesica.[cita requerida]

## Anécdotas

### Fumando espero
Héctor Varela había destinado este tema para Lesica. Este, luego de leer la letra, respondió que no era para él, que no pensaba cantarlo pues era un tango muy femenino, y que mejor "se lo diera al Negro". El Negro era Ledesma, quien gracias a la negativa del Rolo se encontró con una verdadera "mina de oro", y supo aprovecharla bien.

### Cabeza fresca
Recuerda Alberto Di Paulo que cuando estaban por grabar "Papá, vecino a las estrellas", cuya letra es una evocación de la figura paterna en la Nochebuena, el Rolo, que ya había escuchado y ensayado el arreglo musical, le telefoneó el día anterior al maestro para sugerirle un cambio: "Vos me vas a matar, pero se me ocurrió una idea; en la parte del puente final que hace la orquesta, antes que yo diga las últimas palabras, me gustaría reemplazarlo por un sonido de campanitas, tocando un tema musical que se usa en Estados Unidos... ¿cómo se llama...?" , "Navidad blanca" –le respondió Di Paulo, agradablemente sorprendido por la inquietud de Lesica. El maestro tenía que buscar especialmente un músico que colocara los sonidos solicitados, ya que el Rolo le había confesado: "Eso es, ésa es la música que me gustaría que pongas; si podés, claro ¿Vos sabés que estuve toda la noche pensando en esto, que casi no dormí?". El resultado fue excelente, como se puede comprobar cuando se escucha la grabación de ese tema. Di Paulo termina diciendo: "Una persona que no puede dormir por pensar en algo así, en el perfeccionamiento de una grabación, con tanto entusiasmo, no puede ser otro que un verdadero artista, ¿verdad?".[cita requerida]